# Belsch
Belsch is een gemeente in de Duitse deelstaat Mecklenburg-Voor-Pommeren, en maakt deel uit van de Landkreis Ludwigslust-Parchim.
Belsch telt 227 inwoners.

## Indeling gemeente
De gemeente bestaat uit de volgende Ortsteile:
- Belsch
- Ramm, sinds 1-7-1950

## Geschiedenis
De oudste vermelding van deze gemeente dateert uit 1363, toen Heinrich von der Hude het dorp verkocht aan Hertog Albrecht II. In 1756 ging het over van adeelijk bezit in staatsbezit. Door de Dertigjarige Oorlog en een pestuitbraak in 1638 werd het dorp beschadigd en onbewoond. Nieuwe bewoning kwam maar langzaam op gang. Tot 1989 waren er vrijwel uitsluitend boerderijen.